# Rosamond (Kalifornija)
Rosamond je naseljeno područje za statističke svrhe u američkoj saveznoj državi Kalifornija. Prema popisu stanovništva iz 2010. u njemu je živjelo 18.150 stanovnika.